# ريتشارد ستيل
السير ريتشارد ستيل (بالإنجليزية:Sir Richard Steele) (مواليد 12 مارس 1672 - وفيات 1 سبتمبر 1729 ) كاتب إيرلندي وسياسي، كما نتذكر المؤسس المشارك، مع صديقه جوزيف أديسون، من مجلة والمشاهد.

## روابط خارجية
- ريتشارد ستيل على موقع الموسوعة البريطانية (الإنجليزية)
- ريتشارد ستيل على موقع قاعدة بيانات برودواي على الإنترنت (الإنجليزية)
- مؤلفات Richard Steele في مشروع غوتنبرغ
- أعمال أو نبذة عن ريتشارد ستيل على أرشيف الإنترنت